# Dromolaxia
Dromolaxia (em grego:  Δρομολαξιά) é uma cidade localizada no distrito de Lárnaca, Chipre. De acordo com o censo de 2011, sua população era de 5 064 habitantes.